# Арлекін довгомордий
Арлекін довгомордий (Atelopus longirostris) — вид жаб родини ропухових (Bufonidae).

## Поширення
Вид мешкав у гірських лісах на півночі Еквадору на висоті до 2500 м на рівнем моря. Наразі вважається вимерлим, тому що не зареєстровано ніяких знахідок після 1989 року. В ареал виду входили еквадорські провінції Імбабура, Котопаксі, Пічинча та Есмеральдас.

## Опис
Тіло було завдовжки 35 —47 мм. Забарвлення спини було коричневим з плямами жовтого або кремового кольору. Черево білувате з коричневими домішками на грудях і горлі.